# کریس لوو
کریس لوو (انگلیسی: Chris Löwe؛ زادهٔ ۱۶ آوریل ۱۹۸۹) بازیکن فوتبال اهل آلمان است.
از باشگاه‌هایی که در آن بازی کرده‌است می‌توان به باشگاه فوتبال هادرزفیلد تاون، باشگاه فوتبال کایزرسلاوترن، باشگاه فوتبال کمنیتس، و باشگاه فوتبال بروسیا دورتموند اشاره کرد.